# Puig de la Guàrdia (Jorba)
El Puig de la Guàrdia és una muntanya de 549 metres que es troba al municipi de Jorba, a la comarca de l'Anoia. A dalt s'hi troben les restes del castell de Jorba, edificat entre els segles x i xii i destruït durant la Primera Guerra Carlina (1833 - 1840).